# Đường D 73 (Các Tiểu vương quốc Ả Rập Thống nhất)
D 73 (tiếng Ả Rập: د ٧٣), còn được gọi là Đường Al Dhiyafa Road hoặc Đường số 2 Zabeel là một con đường ở Dubai, Các Tiểu vương quốc Ả Rập Thống nhất. Con đường bắt đầu từ Jumeirah, chạy theo hướng đông nam vuông góc với D 94 (Đường Jumeirah). D 73 giáp Al Jafilia và Satwa. Giao lộ của nó với E 11 (Đường Sheikh Zayed) gần Zabeel tại Vòng xoay Trung tâm Thương mại.
Các địa danh quan trọng dọc theo tuyến đường D 73 bao gồm Union House, Khách sạn Jumeirah Rotana, Rydges Plaza, The Monarch Dubai, Tháp Etaluat 2 và Trung tâm thương mại thế giới Dubai.